# En alldeles särskild dag
En alldeles särskild dag (originaltitel: Una giornata particolare) är en italiensk film från 1977 i regi av Ettore Scola. Manuset skrevs av Ettore Scola tillsammans med Maurizio Costanzo och Ruggero Maccari. Filmen var nominerad till en Oscar för bästa utländska film vid Oscarsgalan 1978.

## Handling
Filmen utspelar sig den 8 maj 1938 då Adolf Hitler besöker Benito Mussolini i Rom. När de allra flesta går man ur huse i staden, väljer hemmafrun Antonietta (Sophia Loren) att stanna hemma. Hennes tama burfågel lyckas rymma och flyger ut genom fönstret men stannar på ett fönsterbleck mitt emot. Antonietta besöker då grannen Gabriele (Marcello Mastroianni) där fågeln sitter. Utan att veta om det räddar Antonietta därmed livet på Gabriele som var på väg att begå självmord när hon ringer på dörren.  

## Om filmen
Filmen har visats i SVT, bland annat 2000 och i april 2025.  

## Rollista
- Sophia Loren – Antonietta
- Marcello Mastroianni – Gabriele
- John Vernon – Emanuele, Antoniettas man
- Françoise Berd – Vaktmästare
- Patrizia Basso – Romana
- Tiziano De Persio – Arnaldo
- Maurizio Di Paolantonio – Fabio
- Antonio Garibaldi – Littorio
- Vittorio Guerrieri – Umberto
- Alessandra Mussolini – Maria Luisa
- Nicole Magny – Officerens dotter